# Daniel Wiffen
Daniel Wiffen (Leeds, 14 luglio 2001) è un nuotatore irlandese, specializzato nello stile libero, campione olimpico negli 800 m e vincitore del bronzo nei 1500 m a Parigi 2024.
Agli europei di Otopeni 2023 ha realizzato il primato mondiale degli 800 m stile libero in vasca corta (7'20"46).

## Biografia
E' nato a Leeds, in Inghilterra, e si è trasferito a Magheralin all'età di due anni. Ha tre fratelli, il gemello Nathan, la sorella Elizabeth e un altro fratello, Ben. La casa di famiglia è vicina al confine con la contea di Down, ma si trova nella contea di Armagh.
Ha rappresentato l'Irlanda ai Giochi olimpici estivi di Tokyo 2020, disputati nel 2021 a causa della pandemia di COVID-19, dove ha concluso al 14° posto negli 800 m stile libero e al 20º nei 1500 m, realizzando anche il primato nazionale in entrambe le discipline rispettivamente con i tempi di 7'51"65 e di 15'07"69, non sufficienti a guadagnare l'accesso alle finali.
Ai Giochi del Commonwealth del 2022 ha rappresentato l'Irlanda del Nord ed ha ottenuto una medaglia d'argento nei 1500 m stile libero.
È detentore del record europeo negli 800 metri stile libero (7'39"19), siglato durante i campionati mondiali di Fukuoka 2023. Durante gli europei in corta dello stesso anno a Otopeni vince tre ori, diventando il primo nuotatore irlandese a conquistare il gradino più alto del podio nella storia della competizione e realizzando il record del mondo degli 800 metri stile libero nella vasca da 25 metri.
Ai campionati mondiali di Doha 2024 ha conquistato la medaglia d'oro negli 800 m e nei 1500 m stile libero.
Ha fatto la sua seconda apparizione olimpica a Parigi 2024, dove ha trionfato negli 800 m stile libero, con il record olimpico e europeo di 7'38"19, precedendo sul podio lo statunitense Robert Finke e l'italiano Gregorio Paltrinieri. Nei 1500 m ha concluso in terza posizione, questa volta preceduto da Robert Finke e Gregorio Paltrinieri.

## Palmarès

### Per l'Irlanda
- Giochi olimpici

Parigi 2024: oro negli 800m sl, bronzo nei 1500m sl.
- Mondiali

Doha 2024: oro negli 800m sl e nei 1500m sl.
- Europei in vasca corta:

Otopeni 2023: oro nei 400m sl, negli 800m sl e nei 1500m sl.
- Europei U23:

Dublino 2023: oro nei 1500m sl, argento nei 400m sl e negli 800m sl.

### Per l'Irlanda del Nord
- Giochi del Commonwealth

Birmingham 2022: argento nei 1500m sl.